# Sithu Aung
Sithu Aung (* 16. November 1996 in Yangon) ist ein myanmarischer Fußballspieler.

## Karriere

### Verein
Seinen ersten Vertrag unterschrieb er 2012 bei Yangon United. Hier erlernte er auch das Fußballspielen in der vereinseigenen Akademie. 2014 wechselte er zum Ligakonkurrenten Yadanarbon FC. Beide Vereine spielen in der Myanmar National League, der höchsten Spielklasse des Landes. Die Hinserie 2019 war er an den thailändischen Erstligisten Chonburi FC ausgeliehen. Im Juli 2019, nachdem die Ausleihe beendet war, kehrte er wieder zu seinem Verein Yangon United nach Rangun zurück. Nach insgesamt 137 Ligaspielen für Yadanarbon wurde sein Vertrag im Dezember 2021 nicht verlängert. Von Januar 2022 bis Juli 2022 war er vertrags- und vereinslos. Am 1. August 2022 verpflichtete ihn der myanmarische Erstligist Shan United. Mit dem Verein aus Taunggyi spielte er bis Jahresende sechsmal in der ersten Liga. Im Januar 2023 zog es ihn wieder nach Thailand. Hier nahm ihn der Zweitligist Ayutthaya United FC unter Vertrag. Für den Zweitligisten bestritt er in der Rückrunde 13 Ligaspiele. Nach der Saison wurde sein Vertrag im Sommer 2023 nicht verlängert. Anfang Januar 2024 unterschrieb er einen Vertrag beim ebenfalls in der zweiten Liga spielenden Samut Prakan City FC. Für den Verein aus Samut Prakan bestritt er zehn Ligaspiele. Ende April 2024 kehrte er in seine Heimat zurück. Hier verpflichtete ihn der Erstligist Rakhine United. Bei dem Verein aus Sittwe stand er bis Juni 2024 unter Vertrag. Von Juli 2024 bis Mitte Januar 2025 war er vertrags- und vereinslos. Am 17. Januar 2025 kehrte er nach Thailand zurück. Hier unterschrieb er einen Vertrag beim Zweitligisten Police Tero FC. Nach acht Ligaspielen wurde sein Vertrag im Sommer 2025 nicht verlängert.

### Nationalmannschaft
Von 2013 bis 2016 lief er 5 Mal für die U-19-Nationalmannschaft auf. 23 Mal stand er für die U-23-Mannschaft auf dem Platz. Seit 2013 spielt er in der myanmarischen Nationalmannschaft. Hier wurde er bislang 22 Mal eingesetzt.

## Erfolge

### Verein
Yadanarbon FC
- Myanmarischer Meister: 2016

Yangon United
- Myanmarischer Meister: 2013, 2015

### Nationalmannschaft
Myanmar
- Philippine Peace Cup: 2014

Myanmar U-23
- Südostasienspiele: 2015 – 2. Platz

## Auszeichnungen
Myanmar National League
- Nachwuchsspieler des Jahres: 2014